# ハイウェイマン

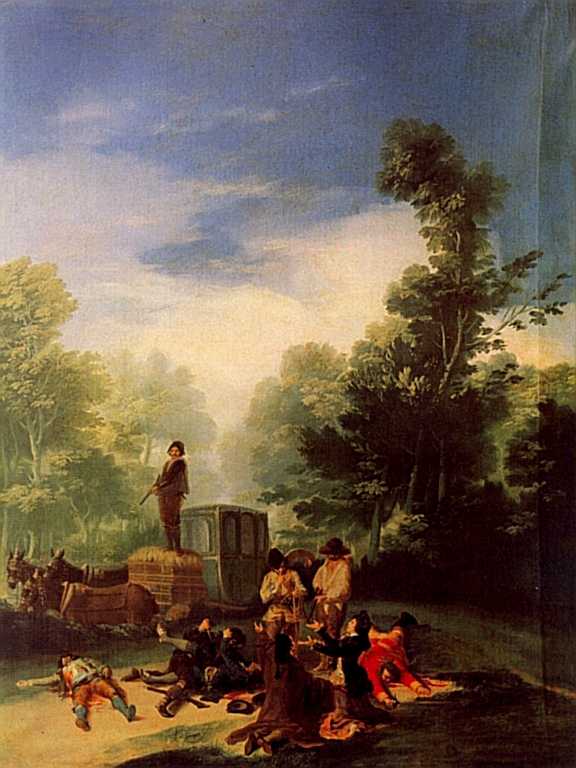
「Asalto al coche（馬車を襲う強盗）」フランシスコ・デ・ゴヤ

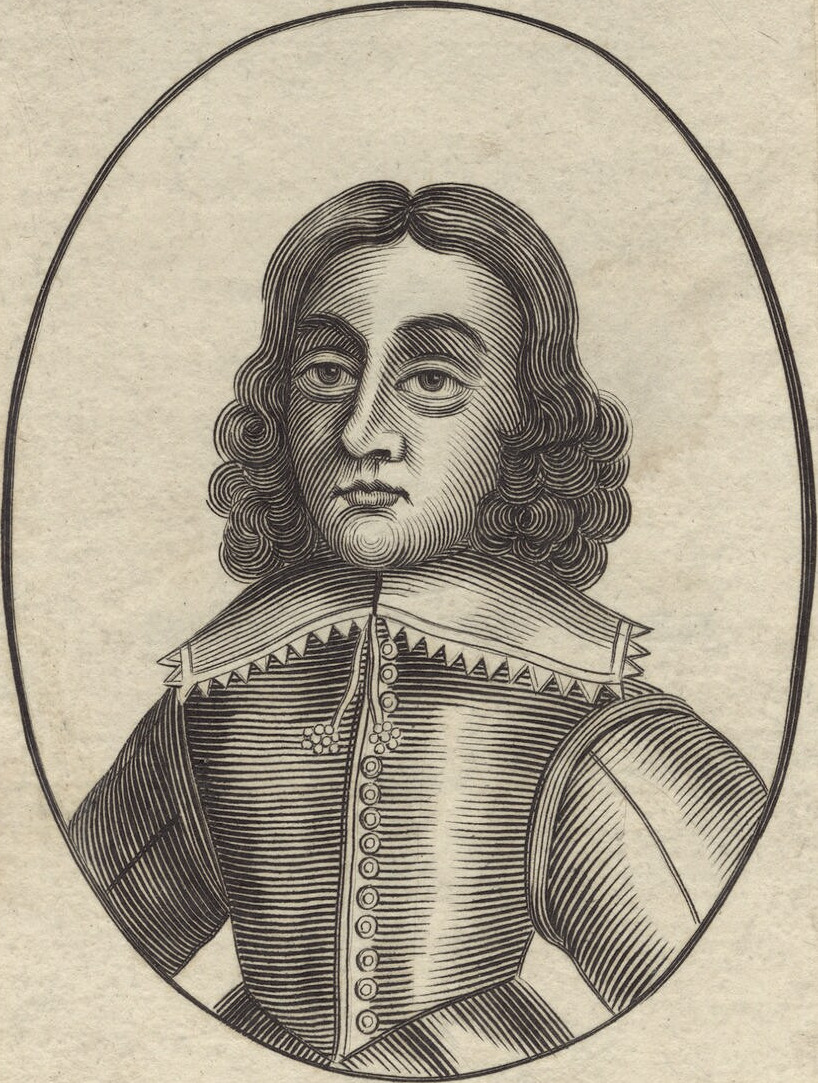
現在ナショナル・ポートレート・ギャラリーにあるイングランドのハイウェイマン、ジェームズ・ハインドの肖像

ハイウェイマン（英語: Highwayman）とは、幹線道路（highway）沿いにおいて旅行者や通行人を狙った強盗のこと。日本語でいうところの追い剥ぎ（おいはぎ）。通例では徒歩で移動して同様の強盗を行ったフットパッド（Footpad）と区別され、ハイウェイマンは馬で移動した者を指し、フットパッドよりも上等な部類の犯罪者とみなされていた。イギリスにおいてはエリザベス朝時代から19世紀初頭まで見られ、また他国でも19世紀中後期まで見られた犯罪形態であった。キャサリン・フェラーズなど女性であるパターンも存在したと考えられ、特にフィクションでは彼女らは男装している。
ハイウェイマンという言葉の初見は1617年からであり、こうした（特に暴力を伴う）盗みを生業とする者たちを、ロビン・フッドのようなヒーロー的な存在として見る場合には、しばしば「街道の騎士（knights of the road）」や「街道の紳士（gentlemen of the road）」などの婉曲的な表現で呼ばれた。19世紀のアメリカ西部ではロード・エージェントと呼ばれたこともあり、オーストラリアではブッシュレンジャーとして知られている。
以下ではイギリス（イングランド）の事例を中心に解説する。

## 概要
ハイウェイマンが隆盛を極めたのは、1660年の王政復古から、1714年のアン女王の死までの期間である。彼らの一部は元兵士であったことが知られており、中にはイングランド内戦やフランスとの戦いにも参加していた将校もいた。彼らの活動を可能にした最大の要因は統治の欠如と治安要員の不在であった。管轄の巡視兵ではほぼ無力であり、日常的な発見や逮捕は困難であった。ほとんどのハイウェイマンは旅行者から金品を奪った。一部には手形を処分できる人脈もあった。他には街道を使う輸送業者にシノギを持つ者もおり、襲わない代わりとして定期的に身代金（みかじめ料）を受け取っていた 。
彼らはしばしば公共の駅馬車も含む警備されていない馬車を襲撃し、郵便馬車も頻繁に狙われた。「止まれ、あり金を全部置いて行け！（Stand and deliver!）」（他にも「Stand and deliver your purse!」「Stand and deliver your money!」など）という有名な文句は17世紀から使用されていた。
「お前の金か命を寄越せ！（Your money or your life!）」というフレーズは18世紀半ばの公判記録で言及されている。
ハイウェイマンによる多くの有名な被害者もいた。1774年にノース首相は以下のような記録を残している。「昨夜、予期していた通り奪われてしまった。私たちの損害は大きくなかったが、騎乗御者がすぐに止まらなかったために2人のハイウェイマンのうち1人が彼に発砲した。場所はガナーズベリー・レーンの終わりのところだ」。ハイドパークで撃たれたホレス・ウォルポールは、「真昼であっても、まるで戦うつもりであるかのように旅を強いられている」と苦々しく述べた。当時は犯罪が蔓延し思わず巻き込まれることもあり、ハイウェイマンと出くわした場合、抵抗を試みれば血を見る可能性があった。歴史家のロイ・ポーターは、直接的な身体的行為の行使を、公的および政治的生活の特徴として説明した。「群衆の乱闘から、竜騎兵のマスケット銃による一斉射撃まで、暴力という単語はプラム・プディングと同じくらいありふれたものだった。力は単に犯罪行為だけのものではなく、社会的あるいは政治的な日常的な問題解決のための手段でもあり、犯罪と政治の区別を曖昧にした－－ 例えばハイウェイマンは「道の紳士」のようなアイロニーでロマンティックな扱いを受けた」。
同時期の18世紀においてフランスの田舎道は、イングランドの幹線道路よりも一般に安全であった。これは今日に国家憲兵隊として知られる制服の支給など統一的な警官隊の整備による功績である。イングランドではこのような部隊は通常の軍隊と混同されることが多く、しばしば王室による圧政の道具として用いられた。

## 義賊としての扱い
ハイウェイマンを義賊として扱うことは長い歴史がある。標的に対して正面から挑み、望むものを手に入れるために戦いの準備をしていた勇敢な男たちとして多くの人々の称賛を得た。最も有名なイングランドの義賊としては中世のアウトローであるロビン・フッドがいる。他にも義賊扱いされた者としては、
- 騎士党のハイウェイマンことジェームズ・ハインド（英語版）

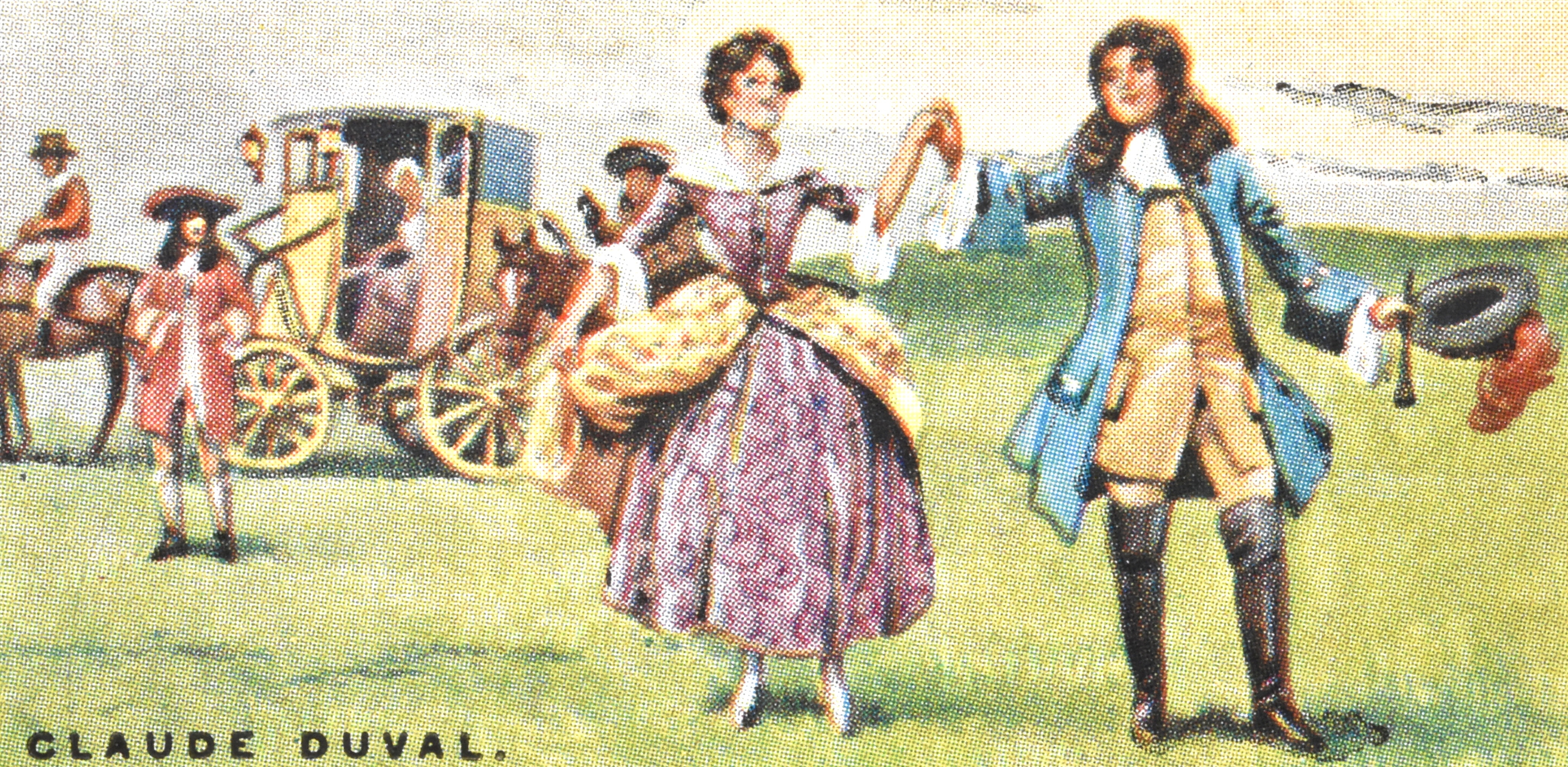
フランス出身の強盗紳士クロード・デュバル（英語版）
- スウィフト・ニックスことジョン・ネヴィソン（英語版）
- ディック・ターピン
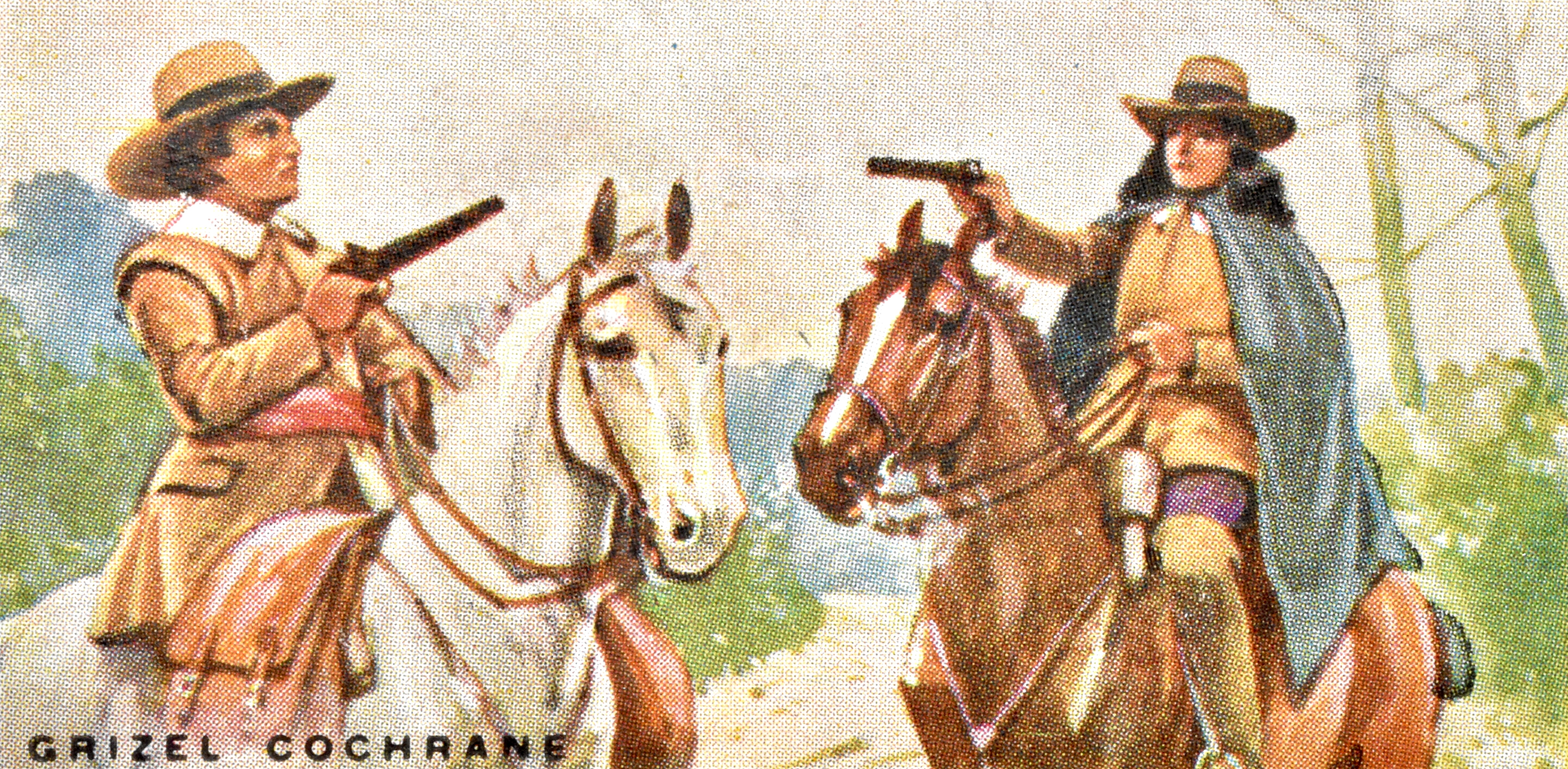
シックスティーンストリング・ジャックことジョン・ラン（英語版）
- グリゼル・コクレーン（英語版）
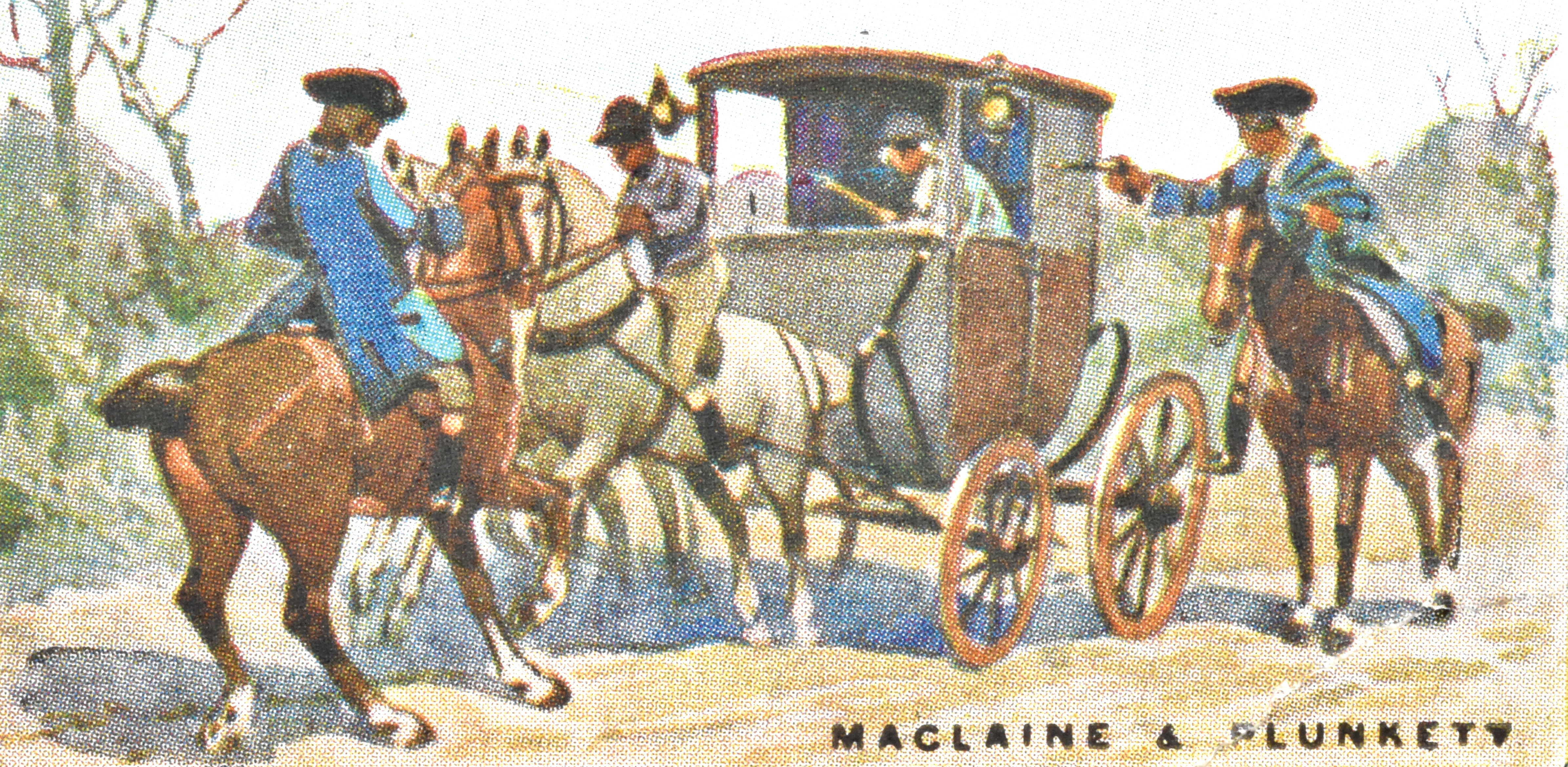
ウィリアム・プランケット（英語版）と彼の相棒で強盗紳士ことジェームズ・マクレーン（英語版）

- クロード・デュバル
- グリゼル・コクレーン
- マクレーンとプランケット

### イングランド支配下のアイルランド
17世紀から19世紀初頭のアイルランドにおいて強盗は、イングランドやプロテスタントの支配や定住に対する一般的な抵抗運動としてみなされることが多かった。17世紀半ばからイングランド人を標的にした盗賊は「トーリー」として知られていた（トーリー党の語源）。17世紀後半にはラッパリー（rapparee）と呼ばれるようになった。この有名なハイウェイマンとしてはジェームズ・フレニー、レドモンド・オハンロン伯爵、ウィリー・ブレナン、ジェレミア・グラントがいる。

## ハイウェイマンの活動場所
ハイウェイマンはしばしばロンドンから放射状に伸びる主要幹線で待ち伏せた。通常、荒野や森林といった孤立した立地が選ばれた。バースとエクセターへの道路が交差するハウンズロウ・ヒースは非常に彼らに好まれた場所であった。サリーのバグショット・ヒースもまたエクセターへ向かうルートの1つとして危険な場所であった。イングランドで最も悪名高い場所の1つは、グレート・ドーバー・ロードのシューターズ・ヒルであった。グレート・ノースロードにあるフィンチリー・コモンもまた同様に悪かった。
ロンドンの南方で活動したハイウェイマンは、イギリス海峡の港や、1920年に温泉で貴族の遊興地となったエプソム、また1625年から上位層の間で人気を博した競馬やスポーツイベントが開かれたバンステッドダウンズなどに通じる街道で、裕福な通行人を狙っていた。18世紀後半からはロンドンからライゲート、ブライトン、サットンに通じる幹線道路が狙われるようになった。危険だとみなされていた公有地や荒野にはブラックヒース、パットニーヒース、ストリータムコモン、ミッチャムコモン、ソーントンヒース（「死刑執行人のエーカー」または「ギャロウズ・グリーン」としても知られている絞首台のエリア）、サットンコモン、バンステッドダウンズ、レイゲイトヒースがある。
17世紀後半から18世紀初頭にかけては、ハイド・パークに出没するハイウェイマン対策としてウィリアム3世はセント・ジェームズ宮殿とケンジントン宮殿の間のルート（ロットン・ロウ）を、夜間はオイルランプで照らさせた。これはイギリスで最初の街灯となった。

## ハイウェイマンの末路

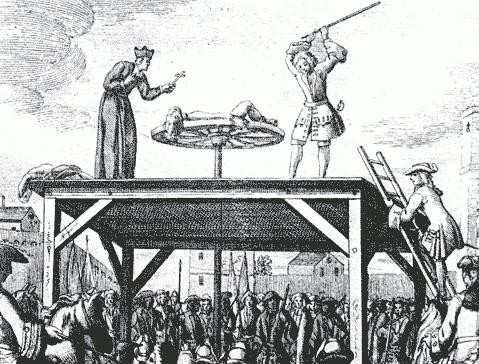
フランスのハイウェイマン、Cartoucheの処刑（1721年）

強盗容疑が掛かっていたイギリスの悪名高いハイウェイマンのほとんどは絞首台で生涯を終えた。ロンドンとミドルセックスの主な処刑場はタイバーン刑場であった。ここで処刑された有名なハイウェイマンとしてはクロード・デュバルやジェームズ・マクレーン、シックスティーンストリング・ジャックことジョン・ランがいる。絞首台に登ってなお、笑ったり冗談を言い恐怖を見せなかった者は、見物にきた観衆に称賛されたという。
1783年11月、刑場がニューゲートに移るにあたってタイバーンで最後に執行された処刑者であったジョン・オースティンもまたハイウェイマンであった。

## 衰退
1815年頃から騎乗した強盗の記録はほとんど無くなり、ハイウェイマンが強盗を行った最後の記録は1831年である。ハイウェイマンが衰退していった原因には諸説ある。まず、この衰退時期は連発式拳銃、特にペッパーボックスとパーカッション式リボルバーが一般市民にも広く普及していった期間と重なっている。鉄道の発展が要因として挙げられることもあるが、鉄道網が整備される前にはすでにハイウェイマンは時代遅れの存在となっていた。ターンパイク・トラストの拡大といった有人あるいはゲート付きの有料道路により、街道で逃走中に追っ手から逃れるのはほとんど不可能になった。しかし、彼らはそのようなシステムを容易に回避し、他の道路を使用することが可能だった。ほとんどすべての都市の外側は国境が開かれた場所に通じていた。
ロンドンなどの都市はより良く警戒されるようになっていた。1805年には夜間に騎馬警官隊が市内パトロールを始めた。ロンドンは急激に発達し、フィンチリーコモンのような夜間の危険な場所は建物で囲まれるようになっていった。しかし、これは都市の拡大にしたがって強盗の犯行エリアをより外側へ移動させただけであり、衰退原因の説明にはならない。金貨よりも追跡捜査がしやすい銀行券の使用が増えたことで強盗の生活は困難になり、さらに1773年の第2次囲い込み（エンクロージャ）で街道沿いでの強盗は急減した。囲い込みによって従来の開けた土地には網のように石の壁が並びたち、ハイウェイマンの逃走経路を道路上のみに限定させたし、さらにその道路もまた両側に壁があり、パトロールも改善された。産業革命で始まった人口の急激な増加もまた、単純に観衆の目を増やすことを意味し、人気のない辺鄙な場所という概念自体を過去に葬り去った。

## アングロサクソン以外の国の事例

### 日本
日本語ではハイウェイマンの定訳として「追い剥ぎ」の語を充てるが、フットパッドも同様であり、日本における追い剥ぎとは意味合いはやや異なる。
日本では人気のない街道沿いで旅行者や通行人を対象にした強盗を追い剥ぎと呼んだが、古くは追落し（おいおとし）や引きはぎ（ひきはぎ）とも言い、13世紀前半に成立した『宇治拾遺物語』には「ひはぎ」という言葉も見られる。追い剥ぎは、その語の通り被害者の身ぐるみを剥いだ者を言うが、追落としは転ばせるなどして怯んだところを荷物や財布などの金品を盗み逃げ去るものを言う。江戸時代、公事方御定書においては追い剥ぎと追落しは明白に区別されており、追い剥ぎが獄門であるのに対し、追落しは一等軽い死罪であった。他にも山野を根城にするものに対しては野盗や山賊という語も用いられる。
強盗や盗賊を義賊としてヒーロー扱いする文化は日本にもあり、古くから講談や歌舞伎の題材として石川五右衛門や鼠小僧、架空のものとしては『白浪五人男』などが有名である（詳細は義賊を参照）。

### ギリシャ
オスマン帝国時代のギリシャにおいては、クレフテスと呼ばれる山賊が活躍した。元はオスマンの圧政から逃れるために山岳地帯に逃げ込んだギリシャ人たちで、後のギリシャ独立戦争においてはゲリラとして貢献した。

### ハンガリーとスロバキア
18世紀から19世紀にかけてハンガリー王国で活動したハイウェイマンがBetyársである。1830年代までは単なる武装強盗とみなされていたが、彼らを題材にした歌やバラード（物語詩）、物語などによって徐々にロマンチックなイメージが与えられていった。いくつかのBetyárは社会正義のために戦った伝説的な人物として扱われるようになった。
代表的な人物としては、
- ユライ・ヤーノシーク
- Sándor Rózsa (スロバキア語: Šaňo Róža)
- Jóska Sobri
- Márton Vidróczki
- Jóska Savanyú

特に北ハンガリーで活躍したヤーノシークは現代でもスロバキアのロビンフッドと呼ばれている。

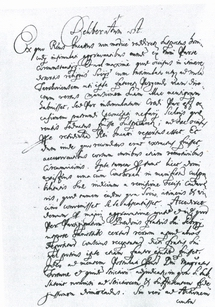
ユライ・ヤーノシークの裁判調書。

### インド
インド亜大陸には何千年にも渡る組織化された強盗の長い歴史がある。この中で最も有名なのは19世紀半ばにイギリス植民地政府によって壊滅させられたタギーがあり、これはインドの街道沿いで旅行者から略奪を行った準宗教集団であった。タギーは標的とするキャラバン（隊商）に親しく近づいて油断させ、タイミングを図って相手を絞殺し、貴重品を強奪した。諸説あるがタギーは1740年から1840年の間に100万人を殺害したと言われる。より一般的には口語で「dacoits」として知られる武装集団は、国内の多くの場所で、長い間大きな混乱をもたらした。近年では毛沢東主義のナクサライト運動と結びつき、様々な世情不安をもたらしている。
Kayamkulam Kochunniは、19世紀初頭に中央トラヴァンコールで活躍した有名なハイウェイマンであった。近くのイティッカラ村の親友Ithikkarappkkiと共に富豪から盗み、貧民にそれを与えたと伝えられる。Arattupuzha Velayudha Panickerと呼ばれるen:Ezhavaの戦士の助けを借りてKochunniは捕まり、悪名高きPoojappura中央刑務所に送られた。彼の伝説は民話にまとめられ、今日にも読み続けられている。

### バルカン半島と東欧
オスマン帝国支配下のバルカン半島（セルビア・ボスニア・クロアチア）では、オスマンの支配に反抗してゲリラ活動や反乱を起こした盗賊たちハイドゥク（Hajduci, Хајдуци）がいる。彼らは19世紀初頭のセルビア蜂起など多くの戦争に貢献した。
オーストリア＝ハンガリー帝国領内に住むセルビア人やクロアチア人の難民たちはUskociの一部に加わっていた。この有名な自由の闘士にはStarina Novakがおり、また有名な無法者としてJovo Stanisavljević Čarugaがいる。
中世のワラキア、モルダヴィア、トランシルヴァニア、ウクライナにはHaiduks（Romanian – Haiduci）やGaiduks（Ukrainian – Гайдуки）と呼ばれる者たちがおり、彼らは森を根城に、地元のボヤールや街道沿いの旅行者たちから略奪を行った盗賊や脱走兵であった。時々、彼らは貧しい農民を助けていた。

## 文学と大衆文化

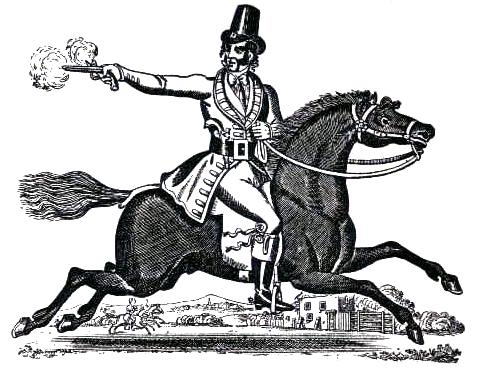
ヴィクトリア朝時代のペープサートに描かれた愛馬ブラック・ベスに乗るディック・ターピン

シェークスピアの『ヘンリー四世 第1部』においてフォルスタッフはハイウェイマンとして登場し、劇の一部は彼とその仲間が起こした強盗に関係するものである。他にイングランドの演劇で有名なハイウェイマンとしてはジョン・ゲイによる18世紀のバラッド・オペラ『ベガーズ・オペラ（乞食オペラ）』の主人公マクヒースがいる。ディック・ターピンの伝説は1834年の小説『Rookwood』に由来するところが大きく、かなり脚色された主人公の一人として登場する。アルフレッド・ノイズの物語詩『ハイウェイマン』は1906年の刊行以来、人気を博している。
18世紀初頭からハイウェイマンやその他の悪名高い犯罪者の短編小説シリーズが非常に人気を博した。これら最初期のものとしては1714年のキャプテン・アレクサンダー・スミスの『Complete History of the Lives and Robberies of the Most Notorious Highwaymen（最も悪名高きハイウェイマンの人生と強盗の完全な記録）』がある。この種のシリーズは後に「ニューゲート・カレンダー」とタイトルに含まれていることが多々あり、これがこの種の出版物の一般名になっている。
19世紀後半においてはディック・ターピンなどのハイウェイマンが、若者向けの犯罪小説シリーズ「ペニー・ドレッドフル」に数多く掲載された。20世紀にはハンサムなハイウェイマンは、バロネス・オルツィやジョージェット・ヘイヤーによるものも含む歴史もの恋愛小説の格好の題材となった。
ウォルター・スコットの1818年のロマンス小説『ミドロジアンの心臓』は、スコットランドからロンドンへの旅行中にヒロインがハイウェイマンの待ち伏せを受けたことが語られる。